# Arbanasi (Bułgaria)
Arbanasi (bułg. Арбанаси) – wieś w Bułgarii, w obwodzie Wielkie Tyrnowo, w gminie Wielkie Tyrnowo. W 2024 roku liczyła 367 mieszkańców.

## Historia
Brak wiarygodnych materiałów dokumentalnych pozostawia różne opinie i założenia na temat pochodzenia, nazwy i populacji Arbanasi. Według Konstantina Ireczka późnośredniowieczni mieszkańcy wsi byli przybyszami głównie z Epiru, o czym świadczą miejscowe inskrypcje i księgi greckie. Machiel Kiel przyjmuje, że Albańczycy osiedlili się we wsi pod koniec XV wieku, po kampanii wojskowej sułtana Bajazyda II w Albanii w 1492 roku, podczas której wzięto wielu jeńców. Według niektórych badaczy jedna z tutejszych cerkwi powstała już w XIV wieku.

## Zabytki

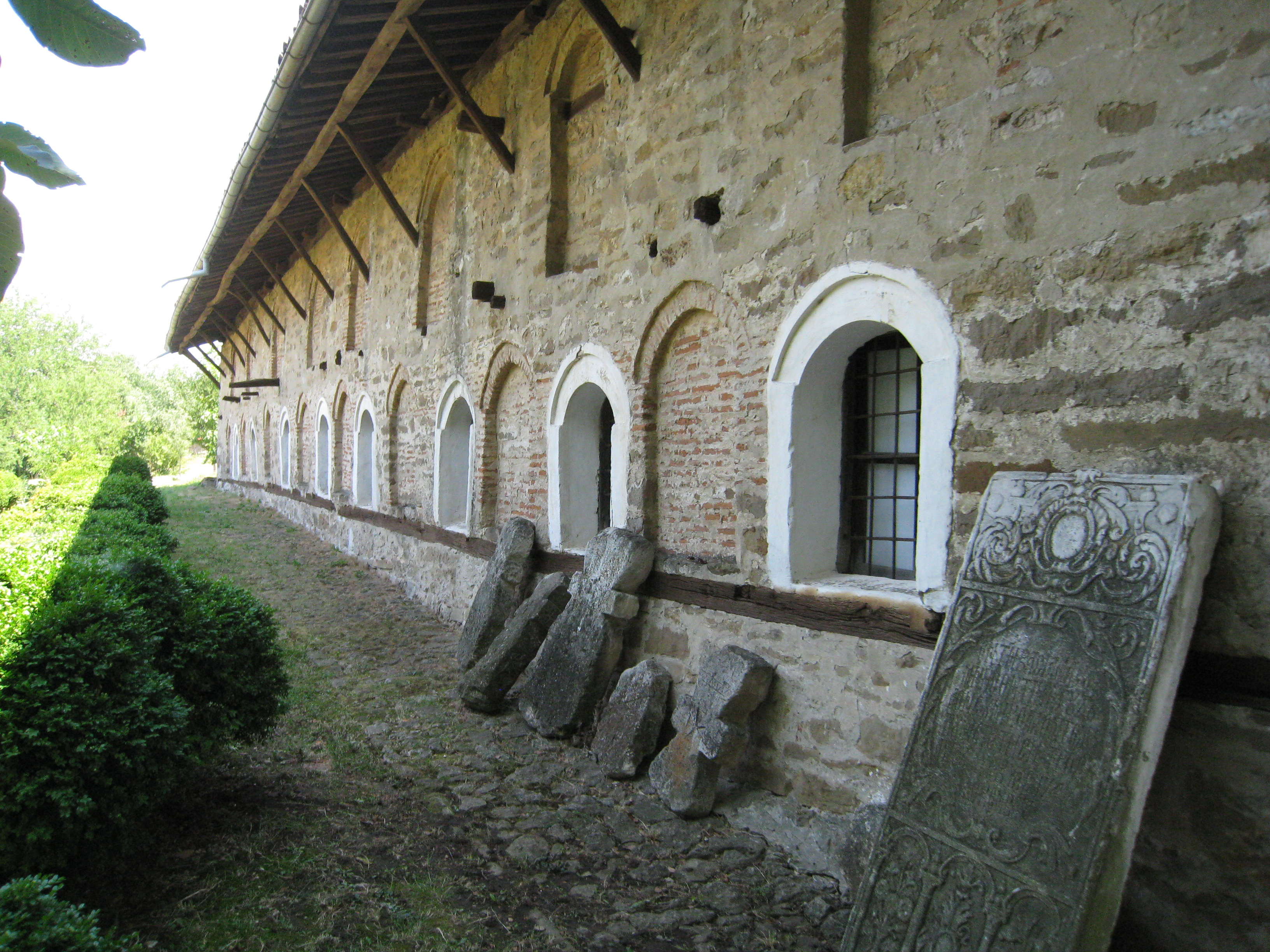
Cerkiew Narodzenia Pańskiego

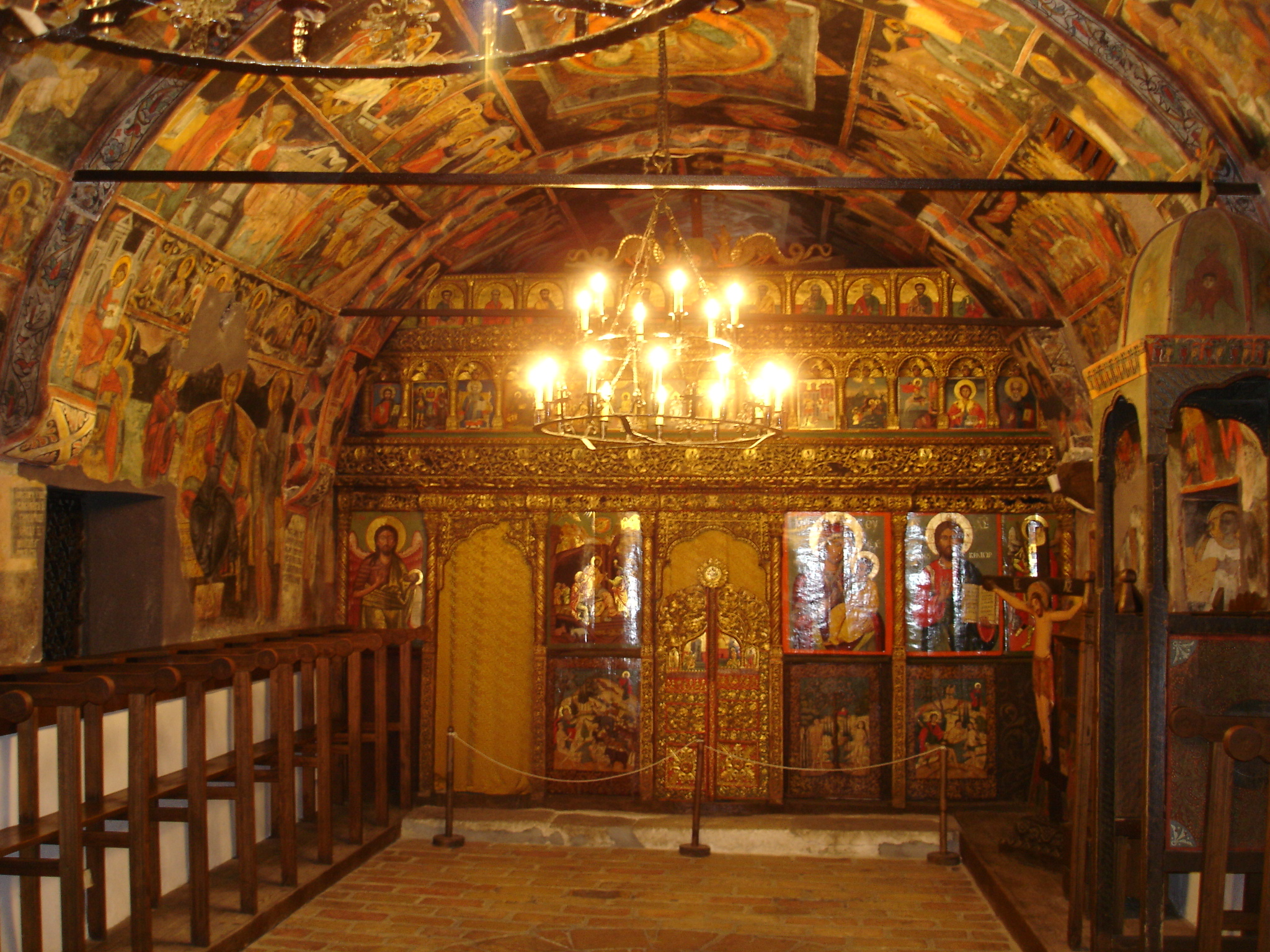
Wnętrze cerkwi Narodzenia Pańskiego

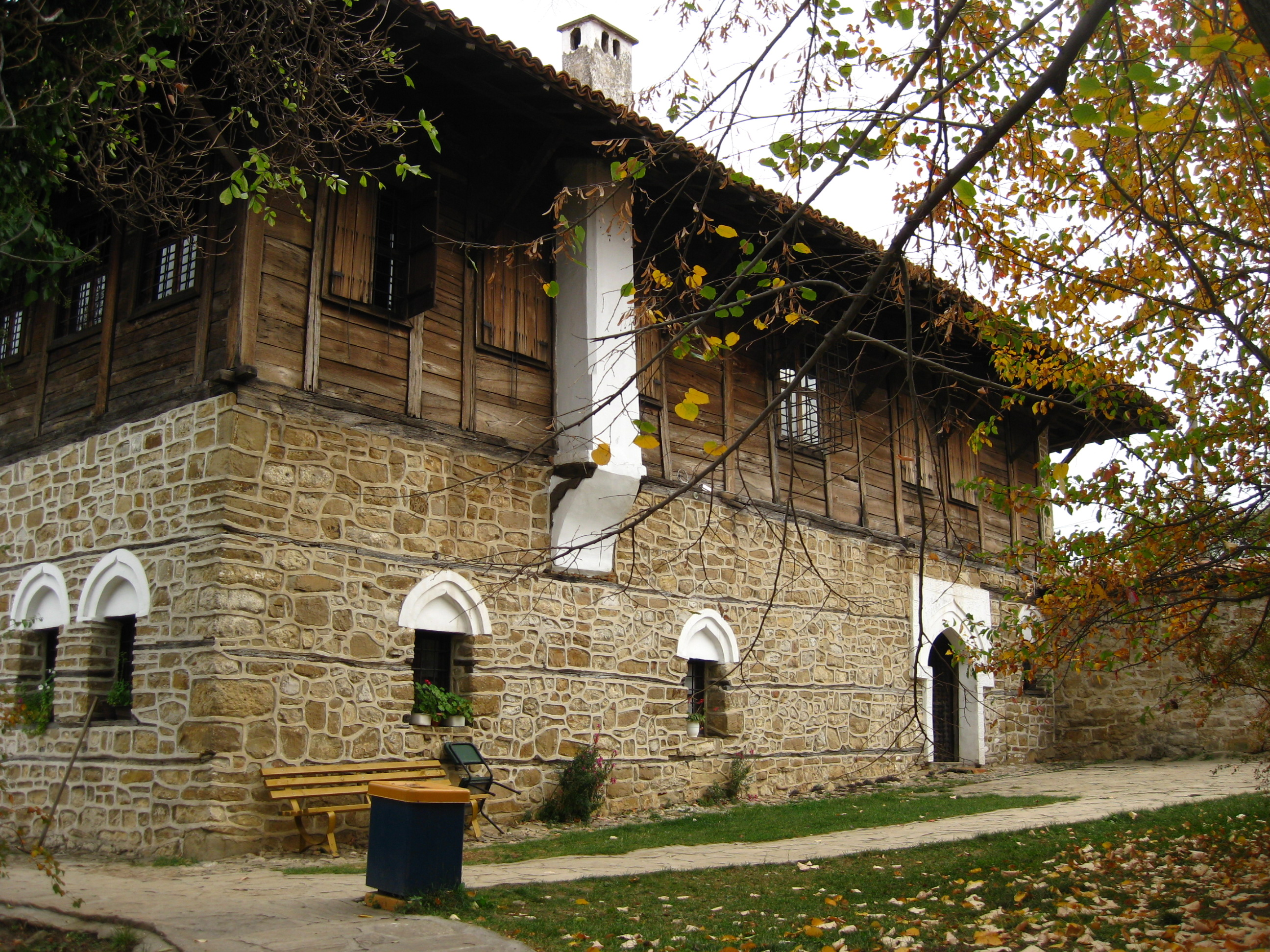
Jedna z zabytkowych kyszt

Arbanasi jest rezerwatem architektoniczno-muzealnym i znajduje się na liście stu narodowych obiektów turystycznych. We wsi znajdują się dwa monastyry. Czynny monastyr dziewiczy „Święta Matka Boża”, założony został w okresie Drugiego Królestwa Bułgarii. W pierwszych latach upadku Bułgarii pod panowaniem osmańskim monastyr został zachowany, lecz potem doznał poważnych szkód w wyniku najazdów Kyrdżalczyków. Odrestaurowano go w XVII w., od tego czasu datuje się także ikonostas. W monastyrze przechowywana jest ikona Matki Bożej typu Troeruczica, uważana za cudowną. Drugi monastyr w miejscowości to „Św. Mikołaj”, jest czynnym monastyrem dziewiczym, założonym za panowania dynastii Asenowiczów. Został zniszczony, gdy Bułgaria znalazła się pod panowaniem osmańskim. Odrestaurowano go pod koniec XVII wieku. Współcześnie monastyr przyjmuje nocujących pielgrzymów.
W wiosce Arbanasi znajduje się pięć średniowiecznych muzeów cerkiewnych, z unikalnymi malowidłami ściennymi. Dziś cerkwie są częścią Regionalnego Muzeum Historycznego Wielkiego Tyrnowa:
- Cerkiew-Muzeum św. Dymityra – zbudowana w 1621 r. W 1850 r. w świątyni odbyły się wybory wikariusza biskupa metropolii tyrnowskiej. Unikalne dla Bałkanów jest przedstawienie w jej wnętrzu drzewa Jessego[7].
- Cerkiew-muzeum „Św. Jerzego” – budowana w dwóch etapach – w XVI i na przełomie XVII i XVIII w.[8]
- Cerkiew-muzeum Narodzenia Pańskiego – budowana w kilku etapach w XVI–XVII wieku. Jest to masywna kamienna budowla. Obok kościoła znajduje się także kaplica „Św. Jana Poprzednika”. „Rożdestwo Christowo” jest częścią kompleksu rezydencjalnego, z którego pochodzi największa metropolia na Bałkanach – Tarnowsk[9].
- Cerkiew-muzeum „Św. Archanioła Michała Gabriela” – została zbudowana pod koniec XVII wieku. Do dziś zachowały się obrazy Chrystusa Emanuela, Chrystusa Wszechposiadacza, Dziewicy Platytera, Świętego Jerzego, Świętego Merkurego zabijającego króla-tyrana, Świętego Prokopa, Świętego Artemiusza, Świętego Pantelejmona. Do zachowanych scen należą: „Zwiastowanie”, „Chrzest Chrystusa”, „Zdrada Judasza”, „Ukrzyżowanie Chrystusa” i „Sąd Piłata”. Obok kościoła zbudowano kaplicę św. Paraskewy[5].
- Cerkiew-muzeum św. Atanazego – zbudowana w latach 30. XVIII w., przy czym malowanie ukończono w 1667 r.; jak wynika z inskrypcji fundacyjnej znajdującej się w cerkwi. Na sklepieniu namalowane są imponujące wizerunki Chrystusa Wszechmogącego, Chrystusa Emanuela i Trójcy Świętej. Zachowały się wizerunki św. Modesta, św. Spyridona, św. Achillesa i św. Antypasa. Obok kościoła zbudowano kaplicę św. Charalampiusza[10].

## Osoby związane z miejscowością

### Urodzeni
- Paweł Gramadow (1822–1878) – bułgarski rewolucjonista
- Panajot Kyrdżiew (1853–1929) – bułgarski kmet Warny
- Konstantin Łambrinow – bułgarski oficer
- Sofronij Wraczanski – bułgarski budziciel narodowy